# Championnats du monde de duathlon 1999
Navigation
Édition précédente Édition suivante
Les Championnats du monde de duathlon 1999 présentent les résultats des championnats mondiaux de duathlon en 1999 organisés par la fédération internationale de triathlon.
Ces 10e championnats se sont déroulés à Huntersville aux États-Unis le 17 octobre 1999.

## Distances parcourues
| Distances course (kilomètres) | Distances course (kilomètres) | Distances course (kilomètres) |
| Course à pied                 | Cyclisme                      | Course à pied                 |
| ----------------------------- | ----------------------------- | ----------------------------- |
| 10                            | 40                            | 5                             |

## Résultats

### Élite
| Rang               | Athlète         | Pays     | Temps           |
| ------------------ | --------------- | -------- | --------------- |
| Médaille d'or      | Yann Millon     | France   | 1 h 44 min 58 s |
| Médaille d'argent  | Jurgen Dereere  | Belgique | 1 h 45 min 23 s |
| Médaille de bronze | Raul Llamazares | Espagne  | 1 h 45 min 29 s |

| Rang               | Athlète          | Pays        | Temps           |
| ------------------ | ---------------- | ----------- | --------------- |
| Médaille d'or      | Jackie Gallagher | Australie   | 1 h 56 min 18 s |
| Médaille d'argent  | Emma Carney      | Australie   | 1 h 56 min 52 s |
| Médaille de bronze | Fiona Lothian    | Royaume-Uni | 1 h 58 min 14 s |

### Junior
| Rang               | Athlète          | Pays    | Temps           |
| ------------------ | ---------------- | ------- | --------------- |
| Médaille d'or      | Santiago Ascenço | Brésil  | 1 h 50 min 49 s |
| Médaille d'argent  | Alejandro Pena   | Mexique | 1 h 50 min 56 s |
| Médaille de bronze | Artur Osicki     | Pologne | 1 h 51 min 20 s |

| Rang               | Athlète           | Pays     | Temps           |
| ------------------ | ----------------- | -------- | --------------- |
| Médaille d'or      | Simone Aschwander | Suisse   | 2 h 03 min 17 s |
| Médaille d'argent  | Natasha Yaremczuk | Canada   | 2 h 07 min 28 s |
| Médaille de bronze | Lenka Radová      | Tchéquie | 2 h 08 min 16 s |

## Tableau des médailles
| Rang  | Nation      | Or | Argent | Bronze | Total |
| ----- | ----------- | -- | ------ | ------ | ----- |
| 1     | Australie   | 1  | 1      | 0      | 2     |
| 2     | Brésil      | 1  | 0      | 0      | 1     |
| -     | France      | 1  | 0      | 0      | 1     |
| -     | Suisse      | 1  | 0      | 0      | 1     |
| 5     | Belgique    | 0  | 1      | 0      | 1     |
| -     | Canada      | 0  | 1      | 0      | 1     |
| -     | Mexique     | 0  | 1      | 0      | 1     |
| 8     | Espagne     | 0  | 0      | 1      | 1     |
| -     | Pologne     | 0  | 0      | 1      | 1     |
| -     | Tchéquie    | 0  | 0      | 1      | 1     |
| -     | Royaume-Uni | 0  | 0      | 1      | 1     |
| Total | Total       | 4  | 4      | 4      | 12    |